# Dalima grisearia
Dalima grisearia là một loài bướm đêm trong họ Geometridae.